# Kawinadron
Een kawinadron is een muziekinstrument. Het is een slaginstrument met een dubbel vel. Het wordt zowel door inheemse als Afro-Surinaamse musici bespeeld en is ook bekend op de Antillen en de Dominicaanse Republiek. In Suriname werd de drum vooral populair met de opkomst van de kawinamuziek.
Het instrument bestaat uit een uitgeholde boomstam en wordt aan beide zijden bespannen met touwwerk. Het heeft een lengte van 45 centimeter en een doorsnee van 25 centimeter. Het instrument wordt met een hand en een stok bespeeld.